# Sinagoga de Versalles
La Sinagoga de Versalles (en francés: Synagogue de Versailles) se sitúa en el 10, de la rue Albert Joly en Versalles en el departamento de Yvelines, Francia. Es una de las sinagogas más antiguas de la región de Île-de-France. Construida entre 1884 y 1886 por el arquitecto Alfred-Philibert Aldrophe (1834-1895), fue inaugurada en 1886.
Desde un punto de vista arquitectónico, esta sinagoga Asquenazí es de estilo clásico, y se embellece con la ornamentación bizantina.